# Oporinia pallescens
Oporinia pallescens là một loài bướm đêm trong họ Geometridae.